# Neolitsea auricolor
Neolitsea auricolor är en lagerväxtart som först beskrevs av André Joseph Guillaume Henri Kostermans, och fick sitt nu gällande namn av André Joseph Guillaume Henri Kostermans. Neolitsea auricolor ingår i släktet Neolitsea och familjen lagerväxter. Inga underarter finns listade i Catalogue of Life.